# Ixodes berlesei
Ixodes berlesei este o specie de căpușe din genul Ixodes, familia Ixodidae, descrisă de Birula în anul 1895. Conform Catalogue of Life specia Ixodes berlesei nu are subspecii cunoscute.